# 琉球ゴールデンキングスの選手一覧
プロバスケットボールBリーグ・琉球ゴールデンキングスに所属する選手の一覧。

## 歴代ヘッドコーチ
1. ヘルナンド・プラネルズ（2007-2008）
2. 桶谷大（2008-2012）
3. 遠山向人（2012-2013）
4. 伊佐勉（2013-2017)
5. 佐々宜央(2017-2019.12)
6. 藤田弘輝（2019.1-）
7. 桶谷大（2021-）

## 過去の所属選手
| 日本人選手 - 澤岻直人(2007-2009) - 吉田平(2007-08) - 友利健哉(2007-09) - 山城吉超(2007-14) - 新里智将(2007-08) - 山城拓馬(2007-08) - 金城茂之(2007-19) - 菅原洋介(2008-10,2012-13) - 青木勇人(2008-10) - 澤岻安史(2008-2012) - 小淵雅(2009-10) - 与那嶺翼(2009-13) - 奥平貴也(2010-11) - 小菅直人(2010-16) - 志村雄彦(2011,レンタル移籍) - 並里成(2012-15) - 狩俣昌也(2013-14) - 津山尚大(2015-18) - 二ノ宮康平(2017-18) - 山内盛久(2011-17) - 大宮宏正(2014-17) - 波多野和也(2016-17) - 喜多川修平(2015-17) - 渡辺竜之佑(2016-18) - 古川孝敏(2017-19) - 須田侑太郎(2017-19) - アイラ・ブラウン(2017-19) - 橋本竜馬(2018-19) | 外国籍選手 - カール・ミッチェル - エリック・ウォルトン(2007-08) - ダニー・ジョーンズ(2007-08) - ハーブ・ギブソン(2007-08) - ケビン・スティンバージ(2007-08,2009-10) - ブライアン・シンプソン(2007-10) - ハン・デイキュン(2007-08) - クリス・エアー(2008-09) - ジェフ・ニュートン(2008-14) - ジョージ・リーチ(2009-10) - カルロス・ディクソン(2010-11) - アブドゥーラ・クウソー(2010-11) - ディリオン・スニード(2010-12) - デイビッド・パルマー(2010-12) - レジー・オコーサ(2011-12) - ジャーフロー・ラーカイ(2011-13) - テレンス・ウッドベリー(2012-13) - スクーティー・ランダル(2013) - キブエ・トリム(2013-15) - ドゥレイロン・バーンズ(2013-16) - アンソニー・ケント(2014-15) - イバン・ラベネル(2015-16) - モー・チャーロ(2016-17) - ハッサン・マーティン(2017-18) - ジェフ・エアーズ(2018-19) - ジョシュ・スコット(2018-20) 1. |